# Edmonton Griesbach
Circonscription électorale fédérale du Canada
Edmonton Griesbach est une circonscription électorale fédérale canadienne de l'Alberta. Elle est située au nord-est du centre-ville d'Edmonton. 
Les circonscriptions limitrophes sont
- au nord et à l'est : Edmonton Manning
- au sud-est : Sherwood Park—Fort Saskatchewan
- au sud : Edmonton Strathcona
- à l'ouest : Edmonton-Centre
- au nod-ouest : Edmonton-Nord-Ouest.

Lors du redécoupage électoral de 2022, la circonscription a perdu une partie de son territoire à l'ouest au profit d'Edmonton-Centre et Edmonton-Nord-Ouest mais en a gagné au nord sur Edmonton Manning.

## Députés
| Législature                                                    | Années       | Député | Député           | Parti         |
| -------------------------------------------------------------- | ------------ | ------ | ---------------- | ------------- |
| Edmonton Griesbach issue d'Edmonton-Est et Edmonton—St. Albert |              |        |                  |               |
| 42e                                                            | 2015–2019    |        | Kerry Diotte     | Conservateur  |
| 43e                                                            | 2019–2021    |        | Kerry Diotte     | Conservateur  |
| 44e                                                            | 2021–Présent |        | Blake Desjarlais | Néo-démocrate |

## Résultats électoraux
|       | Candidat           | Parti              | # de voix | % des voix |
|       | Kerry Diotte       | Conservateur       | +19 157,  | 39,96 %    |
|       | Brian Gold         | Libéral            | +10 397,  | 21,69 %    |
|       | Janis Irwin        | NPD                | +16 309,  | 34,02 %    |
|       | Heather Workman    | Vert               | +01 129,  | 2,35 %     |
|       | Bun Bun Thompson   | Rhinocéros         | +00144,   | 0,3 %      |
|       | Linda Northcott    | Marijuana          | +00279,   | 0,58 %     |
|       | Mary Joyce         | Marxiste-léniniste | +00112,   | 0,23 %     |
|       | Maryna Goncharenko | Parti libertarien  | +00415,   | 0,87 %     |
| Total | Total              | Total              | 47 942    | 100 %      |